# Южни височини
Южни височини е провинция на Папуа Нова Гвинея. Площта ѝ е 15 089 квадратни километра и има население от 510 245 души (по преброяване от юли 2011 г.). Намира се в часова зона UTC+10. Разделена е на 5 окръга.
През 2012 г. от територията ѝ се отделя новата провинция Хела.